# Голдблатт, Стивен
Стивен Голдблатт (англ. Stephen Goldblatt; род. 29 апреля 1945, Йоханнесбург, ЮАР) — британский кинооператор южноафриканского происхождения. Дважды номинировался на премию «Оскар» за операторскую работу в фильмах «Повелитель приливов» и «Бэтмен навсегда».

## Биография
Родился 29 апреля 1945 года в городе Йоханнесбург, ЮАР. В 18 лет начал работать фотожурналистом в лондонской газете The Sunday Times. Учился в Королевском колледже искусств в Лондоне, после окончания обучения в 1969 году начал карьеру кинооператора. Известен по фильмам «Голод», «Клуб «Коттон»», «Смертельное оружие» и «Смертельное оружие 2», «Дело о пеликанах», «Стриптиз», «Война Чарли Уилсона» и «Прислуга».
Является членом Британского и Американского общества кинооператоров.

## Фильмография
- 2020 — Дикая парочка / Wild Mountain Thyme (реж. Джон Патрик Шэнли)
- 2020 — Агент Ева / Ava (реж. Тейт Тейлор)
- 2017 — Наши души в ночное время / Our Souls at Night (реж. Ритеш Батра)
- 2015 — Стажёр / The Intern (реж. Нэнси Мейерс)
- 2014 — Джеймс Браун: Путь наверх / Get on Up (реж. Тейт Тейлор)
- 2011 — Прислуга / The Help (реж. Тейт Тейлор)
- 2010 — Перси Джексон и Похититель молний / Percy Jackson & the Olympians: The Lightning Thief (реж. Крис Коламбус)
- 2009 — Джули и Джулия: Готовим счастье по рецепту / Julie & Julia (реж. Нора Эфрон)
- 2007 — Война Чарли Уилсона / Charlie Wilson’s War (реж. Майк Николс)
- 2005 — Богема / Rent (реж. Крис Коламбус)
- 2004 — Близость / Closer (реж. Майк Николс)
- 2003 — Ангелы в Америке / Angels in America (реж. Майк Николс) (Мини-сериал)
- 2002 — Путь к войне / Path to War (реж. Джон Франкенхаймер) (ТВ-фильм)
- 2001 — Заговор / Conspiracy (реж. Фрэнк Пирсон) (ТВ-фильм)
- 1999 — На самом дне океана / The Deep End of the Ocean (реж. Улу Гросбард)
- 1997 — Бэтмен и Робин / Batman & Robin (реж. Джоэл Шумахер)
- 1996 — Стриптиз / Striptease (реж. Эндрю Бергман)
- 1995 — Бэтмен навсегда / Batman Forever (реж. Джоэл Шумахер)
- 1993 — Дело о пеликанах / The Pelican Brief (реж. Алан Пакула)
- 1992 — По взаимному согласию / Consenting Adults (реж. Алан Пакула)
- 1991 — Повелитель приливов / The Prince Of Tides (реж. Барбра Стрейзанд)
- 1991 — Для наших ребят / For The Boys (реж. Марк Райделл)
- 1990 — Джо против вулкана / Joe Versus The Volcano (реж. Джон Патрик Шэнли)
- 1989 — Смертельное оружие 2 / Lethal Weapon 2 (реж. Ричард Доннер)
- 1988 — Стопроцентный американец для всех / Everybody’s All-American (реж. Тэйлор Хэкфорд)
- 1987 — Смертельное оружие / Lethal Weapon (реж. Ричард Доннер)
- 1985 — Молодой Шерлок Холмс / Young Sherlock Holmes (реж. Барри Левинсон)
- 1984 — Клуб «Коттон» / The Cotton Club (реж. Фрэнсис Форд Коппола)
- 1983 — Голод / The Hunger (реж. Тони Скотт)
- 1982 — Возвращение солдата / The Return of the Soldier (реж. Алан Бриджес)
- 1981 — Чужбина / Outland (реж. Питер Хайамс)
- 1980 — Битое стекло / Breaking Glass (реж. Брайан Гибсон)

## Награды и номинации
- Премия «Оскар» за лучшую операторскую работу
  - номинировался в 1992 году за фильм «Повелитель приливов»[4]
  - номинировался в 1996 году за фильм «Бэтмен навсегда»[5]

- Премия Американского общества кинооператоров
  - номинировался в 1991 году за фильм «Повелитель приливов»[6]
  - номинировался в 1995 году за фильм «Бэтмен навсегда»[6]

- Лауреат премии Международного фестиваля искусства кинооператоров «Camerimage» в 2007 году за жизненные достижения[7]